# Wanderlust (The Weeknd sang)
"Wanderlust" er en sang af den canadiske PBR&B musiker The Weeknd fra sit debutalbum Kiss Land (2013). Sangen, som er produceret af The Weeknd, DannyBoyStyles og Quenneville, indeholder prøver af "Precious Little Diamond" af den hollandske discogruppe Fox the Fox, og blev udgivet som den sjette single fra albummet den 31. marts 2014. Et remix af "Wanderlust" af Pharrell Williams vises også som et bonustrack på iTunes-udgaven af Kiss Land.

## Trackliste
Digital download
1. "Wanderlust" (Steve Pitron & Max Sanna Club Mix) – 6:36
2. "Wanderlust" (Steve Pitron & Max Sanna Radio Edit) – 3:45
3. "Wanderlust" (Clean Bandit Remix) – 3:16

Digital download (remix)
1. "Wanderlust" (Pharrell Remix) – 5:05

## Udgivelseshistorie
| Region         | Dato           | Format                            | Pladeselskab        | Ref.  |
| -------------- | -------------- | --------------------------------- | ------------------- | ----- |
| Storbritannien | 31. marts 2014 | Radio                             | XO Republic Records | [ 3 ] |
| Storbritannien | 16. maj 2014   | Digital download                  | XO                  | [ 1 ] |
| Canada         | 19. maj 2014   | Digital download                  | XO                  | [ 4 ] |
| Storbritannien | 13. juni 2014  | Digital download (Pharrell remix) | XO                  | [ 2 ] |

## References
1. 1 2  "Wanderlust – Single by The Weeknd". iTunes Store. United Kingdom: Apple. Arkiveret fra originalen 2. august 2014. Hentet 2. august 2014.
2. 1 2  "Wanderlust – Single by The Weeknd". iTunes Store. United Kingdom: Apple. Arkiveret fra originalen 2. august 2014. Hentet 2. august 2014.
3. ↑  Lane, Daniel. "This Week's New Releases 31-03-2014". Official Charts Company. Hentet 2. august 2014.
4. ↑  "Wanderlust – Single by The Weeknd". iTunes Store. Canada: Apple. Arkiveret fra originalen 2. august 2014. Hentet 2. august 2014.